# Kunta
Kunta (Kounta), nomadsko pleme arabiziranih Berbera iz skupine Sahrawi, porijeklom vjerojatno od Zenata, naseljeno danas u južnoj Mauritaniji i sjevernom Maliju. U Maliju između njih i Arapa dolazi do čestih sporadične borbi i nasilja, a 2004. jedan takav okršaj završava s 13 mrtvih.  U Timbuktuu i još nekim gradovima predstavljali su urbanu elitu. Danas, vjerojatno napušteni grad Ksar el Barka, utemeljili su 1690. 

## Vanjske poveznice
- The Family Libraries of Timbuktu  Arhivirana inačica izvorne stranice od 3. prosinca 2008. (Wayback Machine)